# Comecrudo-Sprachen

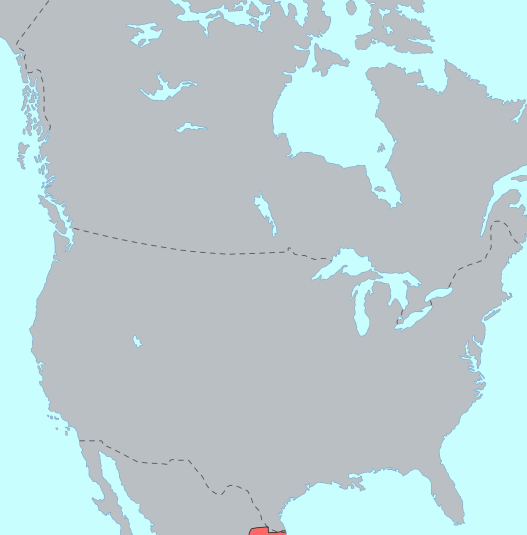
Verbreitung der Comecrudo-Sprachen vor Ankunft der Europäer

Die Comecrudo-Sprachen (englisch Comecrudan languages) waren eine aus drei Sprachen bestehende Sprachfamilie in Amerika, die im US-Bundesstaat Texas und in Mexiko im Mündungsgebiet des Rio Grande gesprochen wurden. Alle Sprachen sind bereits seit dem 19. Jahrhundert ausgestorben, und die einzigen verfügbaren Quellen sind von Missionaren erstellte Wortlisten, deren Qualität weit hinter heutigen Standards bei der Sprachbeschreibung zurückbleibt. Deshalb ist das Wissen über die Grammatik der Comecrudo-Sprachen stark begrenzt.
Die Bezeichnung Comecrudo-Sprachen ist spanischen Ursprungs und ursprünglich abwertend ("Roh-Esser").

## Gliederung
1. Comecrudo †
2. Garza †
3. Mamulique †

## Geschichte der Klassifikation
Die Existenz der Comecrudo-Sprachen als genetische Einheit wurde erst von Goddard (1979) etabliert und gilt gemeinhin als gesichert. Frühere Autoren (Swanton (1915) und Sapir (1920)) rechneten die zu den Comecrudo-Sprachen gehörigen Sprachen anderen Sprachfamilien zu, insbesondere zum Coahuiltekischen und zu den Hoka-Sprachen.